# بلدية مورسراغس
بلدية مورسراغس هي بلدية في لاتفيا، بلغ عدد سكانها 1٬521  نسمة، في 2017، عاصمتها Mērsrags ‏.

## الموقع
تشترك في الحدود مع:
- بلدية توكومز.